# Odznaki jednostek inżynieryjnych Wojska Polskiego
Odznaki jednostek inżynieryjnych Wojska Polskiego – opis odznak brygadowych, pułkowych i batalionowych jednostek inżynieryjnych Wojska Polskiego.

## Odznaki pułków/ batalionów saperów II RP
| Grafika | Opis odznaki |
| ------- | --- |
|         | 1 batalion saperów Legionów Odznakę stanowi srebrny krzyż maltański, w którego centrum umieszczono medalion emaliowany w kolorach wojsk samochodowych. Na medalion nałożono inicjały patrona pułku TK na czerwonym tle, a wokoło na czarnym tle napis P l SAP LEGJONÓW. Na ramionach krzyża miniatury odznak: I Brygady Legionów, 1 Korpusu Polskiego, Halerczyków i rok 1921. Pomiędzy ramionami skrzyżowane atrybuty saperów: toporek i łopata. Siedmioczęściowa – oficerska, wykonana w srebrze, połączona za pomocą dziesięciu nitów. Wymiary: 43x43 mm. Wykonanie: Wiktor Gontarczyk – Warszawa. |
|         | 2 pułk Saperów Kaniowskich Zatwierdzona Dz. Rozk. MSWojsk. nr 4, poz. 31 z 12 lutego 1929 roku. Odznakę stanowi srebrny krzyż maltański pokryty białą emalią. W centrum krzyża znajduje się miniatura "Krzyża Kaniowskiego". Dwuczęściowa – oficerska wykonana w srebrze i emaliowana, mocowana dwoma nitami. Rewers gładki z numerem nadania. Wymiary: 40x40 mm. Wykonanie: Stanisław Lipczyński – Warszawa |